# Клод Гонсалвеш
Жоаким Клод Гонсалвеш Араужо (на португалски: Joaquim Claude Gonçalves Araújo) е португалски футболист, който играе на поста дефанзивен полузащитник. Състезател на Лудогорец.

## Кариера

### Аячо
Прави дебюта си за отбора, в Лига 1, на 21 септември 2013 г., влизайки като смяна в 46-тата минута, при загубата с 2–0 като гост на Рен.

### Тондела
На  20 юни 2016, подписва с Тондела. Прави своя официален дебют на 13 август при загубата с 0–2 като домакин на Бенфика.

### Лудогорец
На 7 юни 2021 г. подписва с Лудогорец. Дебютира за отбора при победата с 4–0 срещу ЦСКА (София), в мач за суперкупата на България.

## Национална кариера
Гонсалвеш печели първата си поява за отбора на Португалия до 20 г. по време на турнира в Тулон през 2014 г. при победата с 2–0 срещу отбора на Мексико до 20 г.

## Успехи
Лудогорец
- Първа лига (2): 2021/22, 2022/23

- Купа на България (1): 2023

- Суперкупа на България (2): 2021, 2022